# Camptolepis ramiflora
Camptolepis ramiflora là một loài thực vật có hoa trong họ Bồ hòn. Loài này được (Taub.) Radlk. mô tả khoa học đầu tiên năm 1907.